# Michael Turner (cosmologue)
Pour les articles homonymes, voir Turner et Michael Turner (homonymie).
Michael Stanley Turner, né le 29 juillet 1949 à Los Angeles, est un cosmologiste américain actuellement en poste à l'université de Chicago.

## Récompenses
- 1984 : Prix Helen B. Warner de l'American Astronomical Society,
- 1997 : Prix Julius Edgar Lilienfeld de l'American Physical Society